# Ochtendrit in het Bois de Boulogne
Ochtendrit in het Bois de Boulogne (Duits: Morgendlicher Ausritt im Bois de Boulogne), ook bekend als Ruiters in het Bois de Boulogne, is een schilderij van Pierre-Auguste Renoir uit 1873. Sinds 1913 maakt het deel uit van de collectie van de Hamburger Kunsthalle.

## Voorstelling
Renoir begon eind 1872 aan dit schilderij, dat bedoeld was om het jaar daarop op de Salon te worden gepresenteerd. Het was het grootste werk dat de schilder tot dan toe gemaakt had. Hij probeerde ermee aan te sluiten bij de heersende smaak. De jury keurde het doek echter af en het werd tentoongesteld in de exposition des oeuvres non classées. Daar kreeg het positieve kritieken, onder meer van Castagnary. 
Joseph, zoon van de architect Charles Le Coeur, heeft model gestaan voor de jongen die op de pony rijdt. Charles Le Coeur was de broer van Jules Le Coeur, een schilder met wie Renoir bevriend was. Via deze architect was de schilder in contact gekomen met kapitein Paul-Édouard-Alfred Darras, die werkzaam was op de École militaire in Parijs. Hij stelde Renoir in staat om de galop van paarden te bestuderen en stelde een ruimte voor hem beschikbaar in het instituut. Zijn echtgenote Henriette Oudiette is de elegante amazone op het schilderij. Ze draagt een hoed met een transparante sluier van gespikkeld gaas en heeft een roos op haar zwarte jas gespeld. Renoir had ook in het Bois de Boulogne schetsen gemaakt die niet meer bewaard zijn gebleven. Toen het schilderij in de Kunsthalle terechtkwam, heeft Renoir in een brief aan de directeur de ontstaansgeschiedenis van het werk uit de doeken gedaan.  
Het schilderij is conventioneel uitgevoerd, met zijn gedempte kleuren en een overvloed aan grijs, doet het denken aan Corot, Manet en Courbet. De impressionistische stijl van Renoir komt het beste naar voren in het zonnige landschap op de achtergrond en de gekleurde schaduwen, die kapitein Darras niet bevielen. Net als op veel andere werken uit deze periode gaat de aandacht van de schilder uit naar het dagelijkse leven van de Parijse bourgeoisie. Het Bois de Boulogne was rond 1850 van een bosgebied in een groot park veranderd, waar de burgerij graag haar vrije tijd doorbracht.

## Herkomst
Renoir verkocht het werk na de Salon de Refusés voor 2.000 frank aan de schilder en verzamelaar Stanislas-Henri Rouart. Na zijn dood kocht de Kunsthalle het werk in 1913 via de kunsthandelaar Paul Cassirer uit Berlijn voor ruim 100.000 frank.